# Істик
Істик (рос. Истык), у пониззі Кангалат (рос. Кангалат) — річка на північному сході півострова Камчатка. Довжина — 80 км. Площа басейну  — 694 км².
Протікає по території Карагінського району Камчатського краю. Впадає в Хайлюлінський лиман.